# 蟇沼
蟇沼（ひきぬま）は、栃木県那須塩原市の大字。
2013年（平成25年）4月1日時点で人口は31世帯、85人。
村の始まりは1377年（永和3年）とされている。蟇沼村は1889年に新設合併により塩谷郡箒根村となり、箒根村は1956年に塩谷郡塩原町と合併して同町に組み入れられ、塩原町は1982年に塩谷郡から那須郡へ転属した後、2005年に新設合併により那須塩原市となった。

## 地理

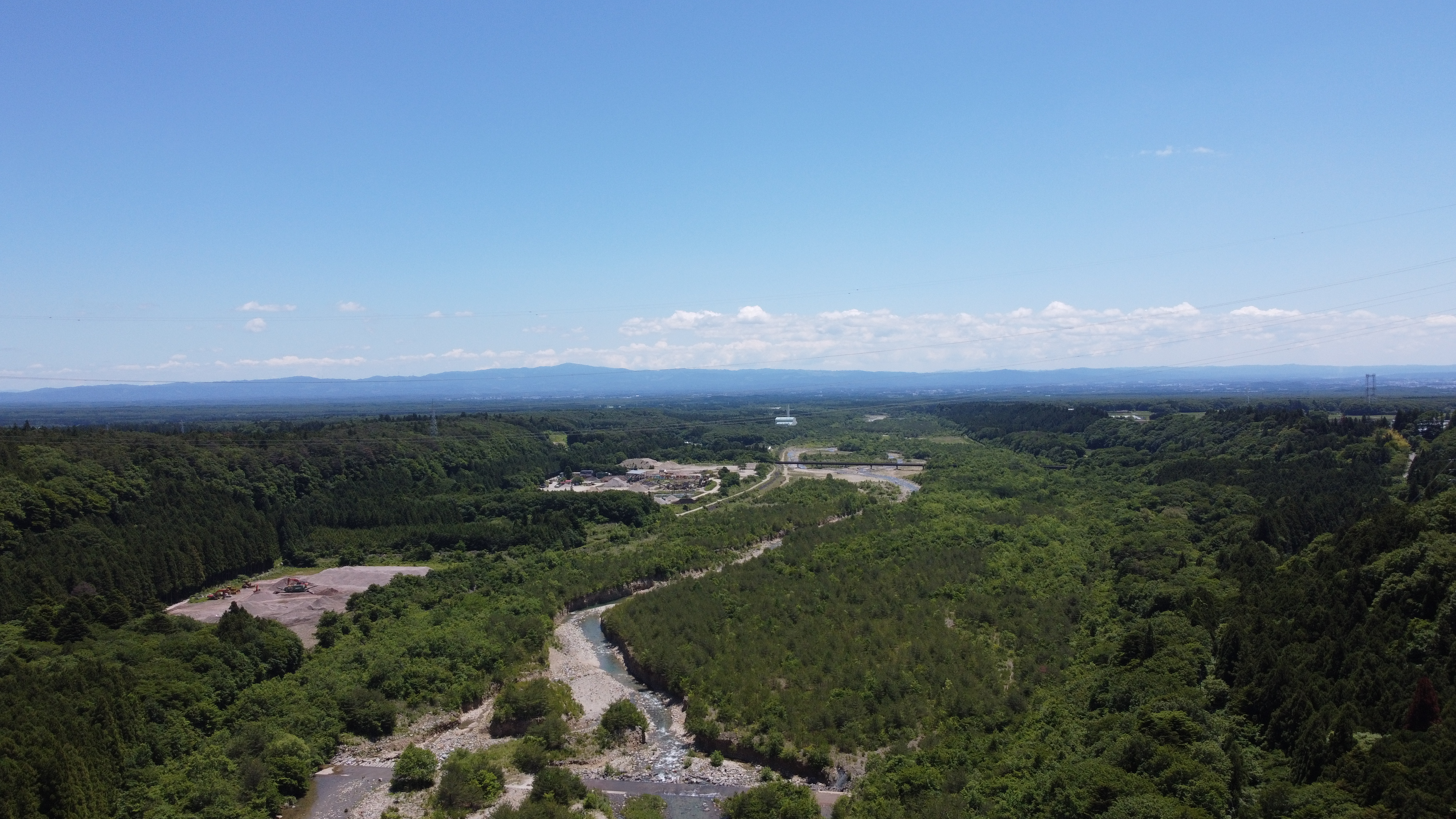
蛇尾川

当地は、東西に細長い地形。ほぼ東半分は那須扇状地の平坦地と蛇尾川沿いの低地で構成され、残る西半分は標高600～1100m前後の大佐飛山地が占めている。蛇尾川支流の小蛇尾川上流には蛇尾川ダムがあり、付近の地下には揚水式の塩原発電所がある。また蟇沼用水の取り入れ口が、蛇尾川が山間地から扇状地の平地に出る寸前の場所に位置している。集落は山地に近い標高510mの地点に位置し、集落周辺や蛇尾川右岸の低地が田畑となっている。また山地南東の雑木林の一部が別荘地。尚、西部の山間部は日光国立公園に属している。

## 人口
| 年     | 世帯数（軒） | 人口（人） |
| ------ | ------------ | ---------- |
| 1817年 | 24           | 不明       |
| 1891年 | 19           | 149        |
| 1920年 | 39           | 228        |
| 2013年 | 31           | 85         |

## 歴史

### 近世
慶長年間（1596年～1615年）、蛇尾川から取水する蟇沼用水が開設される。その後何度か移転したものの、これは現在でも使用されている。
中世が終焉を迎え近世に入る頃、「那須衆」や「那須七騎」と呼ばれた、那須氏と同氏に従う大関氏・大田原氏・福原氏・千本氏・芦野氏・伊王野氏ら支配層内部に変化が生じた。これは豊臣秀吉が1590年（天正18年）に小田原城を攻めた際の那須氏と他氏の対応が異なった事が起因となった。この時、烏山城主那須資晴が秀吉軍に遅参したのに対して、黒羽城城主大関高増らはいち早く馳せ参じていた。これにより那須氏は一時所領を没収されている。その後、一時は2万石の大名になり盛り返したが、再び貶められ、那須氏の領地が大きく減少し、その代わりに幕府領や旗本領が増えた。また那須氏に従っていた他氏諸藩の領地は、中世に比べ微増または現状維持で近代に至った。この間、蟇沼村は大田原氏の大田原藩の支配下にあり、村高は元禄郷帳では40石、天保郷帳では77石余りと記録が残っている。

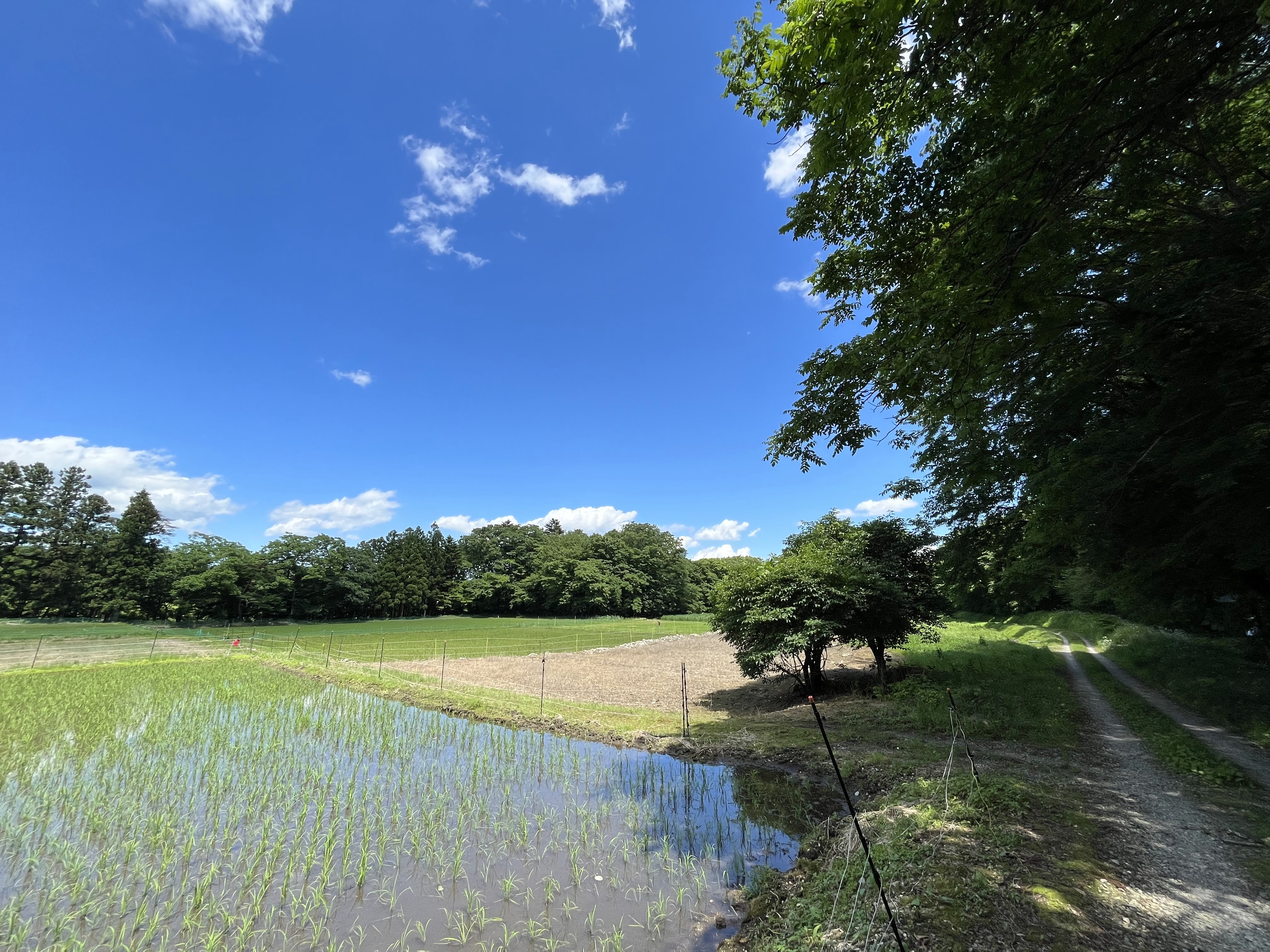
移転前の川沿いの低地

元々集落は蛇尾川近くの低地に位置していたが、大洪水に遭い、上野原（上野平）と呼ばれる台地に移転したとされている。移転した時期に関しては、元禄年間（1688年～1704年）または宝暦年間（1751年～1764年）の2つの説がある。
移転の原因にもなっているように、蟇沼は地理的要因から幾度となく洪水の被害に遭っており、『大田原藩領塩谷郡蟇沼村配賦写本』に川崩れによる貢納引きの記録が残っている。同史料によると、1681年（天和元年）から1757年（宝暦7年）の間に18回の洪水被害に遭っていることがわかる。また1704年（宝暦元年）は大水害で、当年に関しては川崩引きが8石4斗3升4合に達した。他の洪水にあった年の貢納引きは1石に満たないことが普通であることから、この年の被害の大きさがうかがえる。他にも1694年（元禄7年）にも水害により畑が荒れ7石3斗2升2合が引かれていて、同時期に新畑の石高12石6斗とあることから、この頃に移転したと考えられている。その一方で、前述した宝暦年間の大洪水で移転したという説もある。通常このような水害に遭うと、村役の報告を藩に提出し、藩役人が実地調査を行う。しかし、直ちに被害地域が救援されることは少なく、貢租が免じられるまではかなりの年月をようしたとされている。そのため百姓達は困難を強いられた。しかし、蟇沼村の属していた大田原藩は小藩であったが故に、被害に遭ってから、直ちに調査が行われ、結果に至ったため、その年に貢納引きができたことが他藩に比べ特徴的な点だった。

#### 200年続いた蟇沼林争論事件
1631年（寛永8年）、那須領の百村・湯宮村と大田原領の引沼村（当時の記載）・関谷村との間にある中通山山林の境界について争論があり、訴訟にまで発展した。この際、黒羽藩主大関土佐守、芦野民部、岡本宮内、上田善次郎、徳生庵などの那須・大田原一族が扱人となり解決に至った。しかし、1660年（万治3年）に再び争論が勃発。これに関しては前述した1631年（寛永8年）の際の証拠書類により、百村・湯宮村の主張が通り、関谷・引沼村両村の騒ぎを起こした農民は牢舎に繋がれることとなった。しかし、争論がここで万事解決とはいかなかった。
1855年（安政2年）10月、 木綿畑村民が村有山林の樹木を伐採していたところ、規定の境界を越えて、蟇沼村外5ヵ村所有の松杉の数本に盗伐（賣却）の刻印を付けた。同年12月、蟇沼村民がこれを発見して、この不法行為を木綿畑村民に問い詰めたところ、村民地であると主張し引かなかったため、蟇沼村はこの件について藩庁に訴えたでた。翌年1月17日、郡奉行岡森麻之助、代官江連銀蔵、勘定役相山団平らが現地調査を実施。この日、木綿畑村民等が各自鉄砲や斧、鋸などを携えて一同を威嚇したが、軍奉行等が領民たちを戒め事無きを得た。 
その後、木綿畑村に対し再三交渉を重ねたものの一向に村有地だと主張するため、江戸に出て幕府に訴願する事態にまで発展した。8月、これに対し幕府は大田原藩に返答書の提出を命じたため、郡奉行岡麻之助と代官渡辺彦左衛門が、答弁書や絵図などの資料を携えて9月8日出発し、10日に勘定所に提出1859年（安政6年）9月12日に江戸より遣わせられた者が係争地の検分を行った。1860年（安政7年）8月、江戸奉行所より原告と被告双方が出頭すべき旨の通達があったため、大田原藩より関谷村名主の又右衛門、蟇沼村組頭の弥右衛門、折戸村の善蔵を出府することとなった。同年9月10日、御留役石原准之助の係で審理が行われた。結果、原告の申立相立たずと申し渡され、奉行所は更に被告に対し、実意を以て相手方と和談すべきよう説き諭した。
1861年（文久元年）6月、原告被告双方熟談の末に内済することと決まり、5ヶ年に渡った係争は円満解決に至った。和解の条件は①蟇沼村境杭の西方12間3尺（約23m）の地点は湯宮村において自由であること。②大工岩より下方は蟻塚に取り付けること。これにより境界図が作成され証書の取り替えをした。同年9月、大田原藩は蟇沼川原に生育する松樹の本数調整の為、郡奉行の程島貢、御目付の落合喜右衛門、代官の北條与惣衛門、勘定役の相山羊三らを出張させ、双方との取得分を決定。これを「内済図面」に記入し幕府に提出した。同年10月5日、大田原藩は今回の係争事件の功労を録し、郡奉行の江連幸三郎を始めとする十数名各々に加増目録を与え賞賜した。また蟇沼村弥右衛門、関谷村又右衛門の尽力を称賛し、永代蟇沼山林の中の2万5千坪を賜り、往来役も免じられた。併せて蟇沼村の弥右衛門・重五郎・吉兵衛・三右衛門・源太郎等は訴訟中に何度も江戸に行き、村のために努めていたため、永年に渡り組頭格を命じられ、村高のうち年貢を1石ずつ免除された。和解した際の示談書（申済口證文之事）が残っている。これは美濃紙で長さ約12mに及ぶ長文のもので、両村等の言い分が克明に記されており、200年に及び繰り返された争論の有様が窺える。 

### 近代

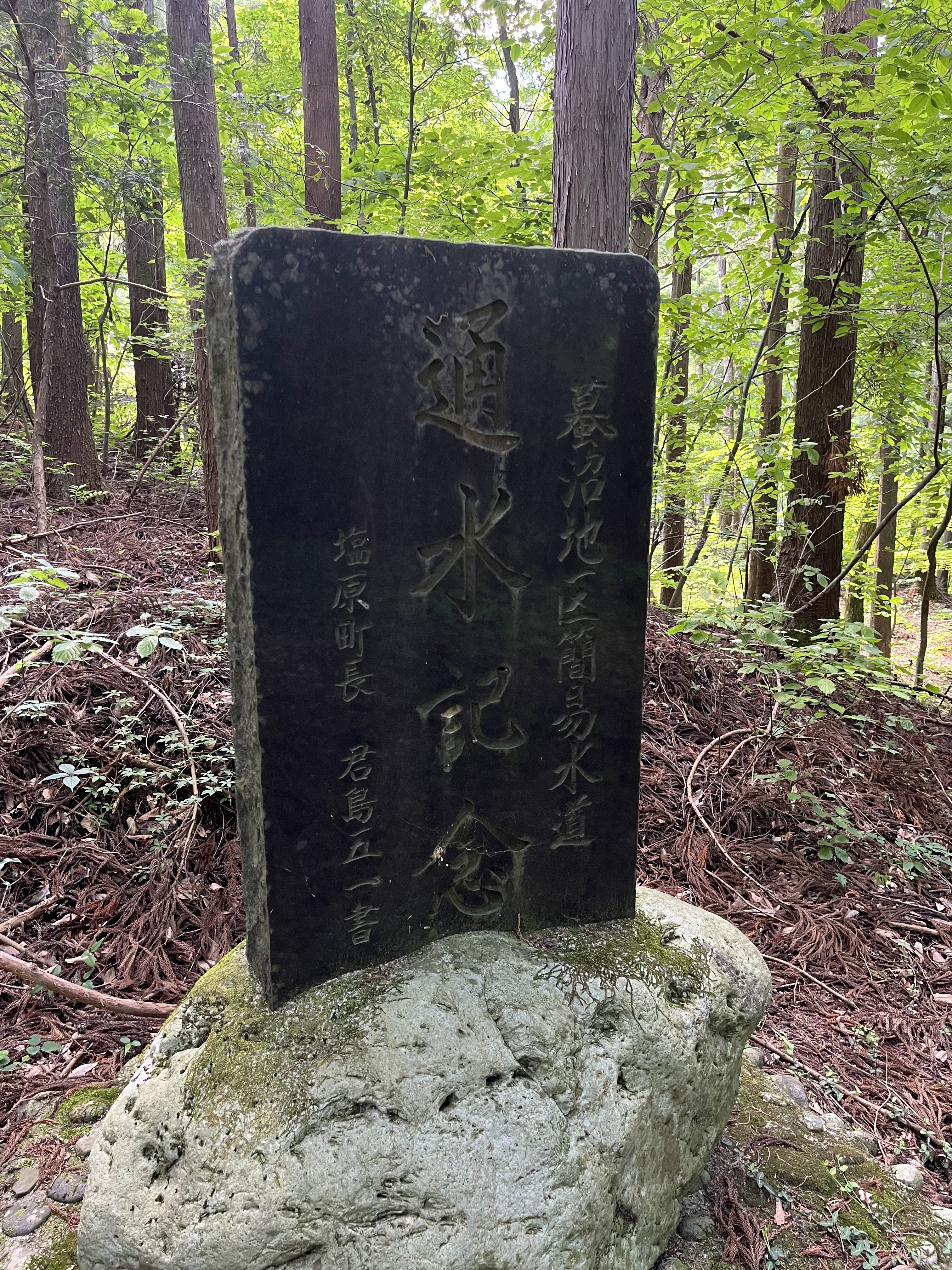
通水記念碑

1890年（明治23年）、水利組合条例発布に伴い、蟇沼用水関係者が翌年に水利組合設置を県知事に願い出る。1895年（明治28年）にこの願いが認められ、蟇沼堰普通水利組合が発足。組合員は14大字の174名で構成された。また管理者には旧箒根村村長が選ばれた。

### 現代

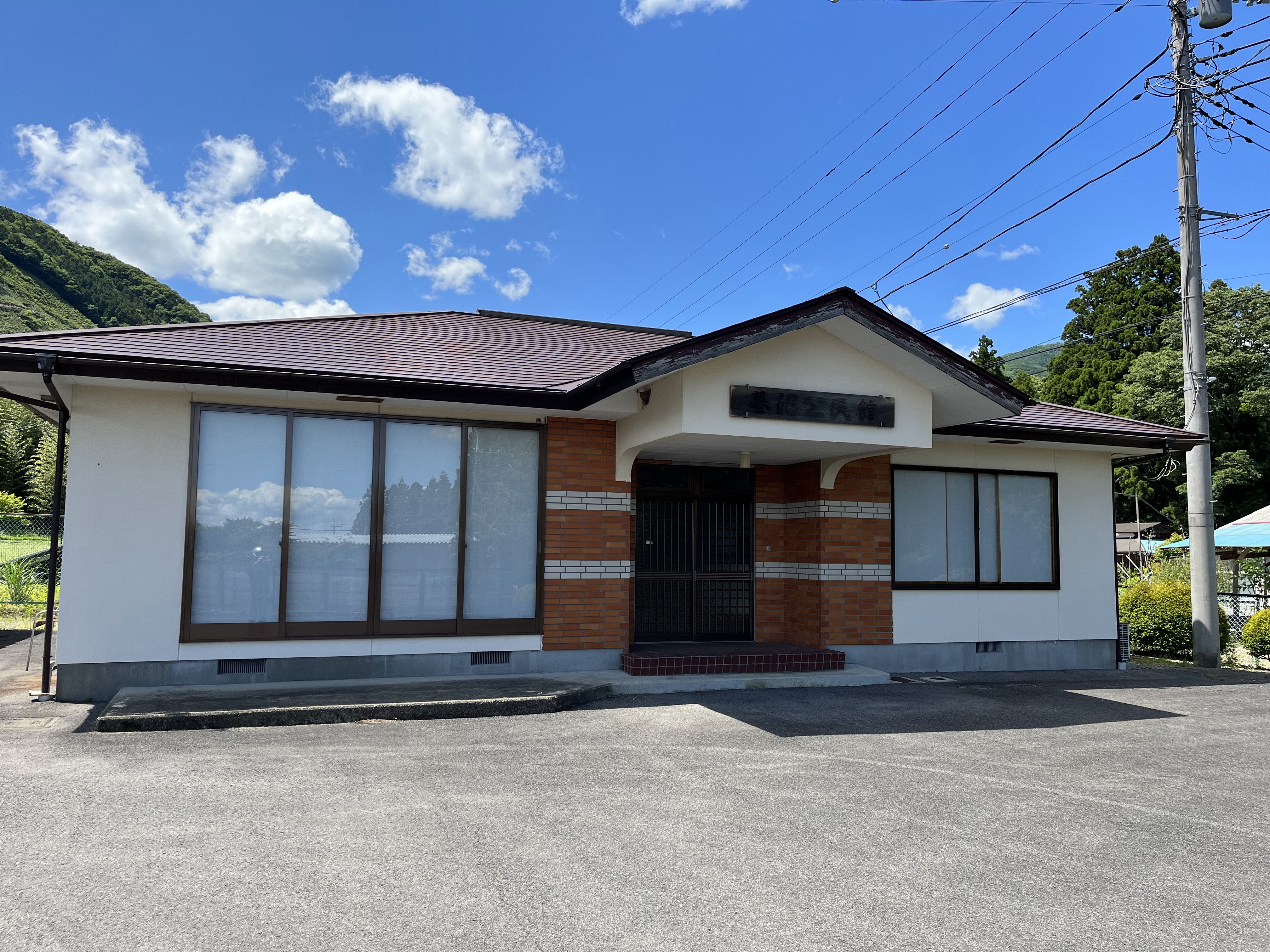
蟇沼公民館

1994年（平成6年）、西部山地の地下に揚水式大規模発電所の塩原発電所が建設された。

## 蟇沼用水

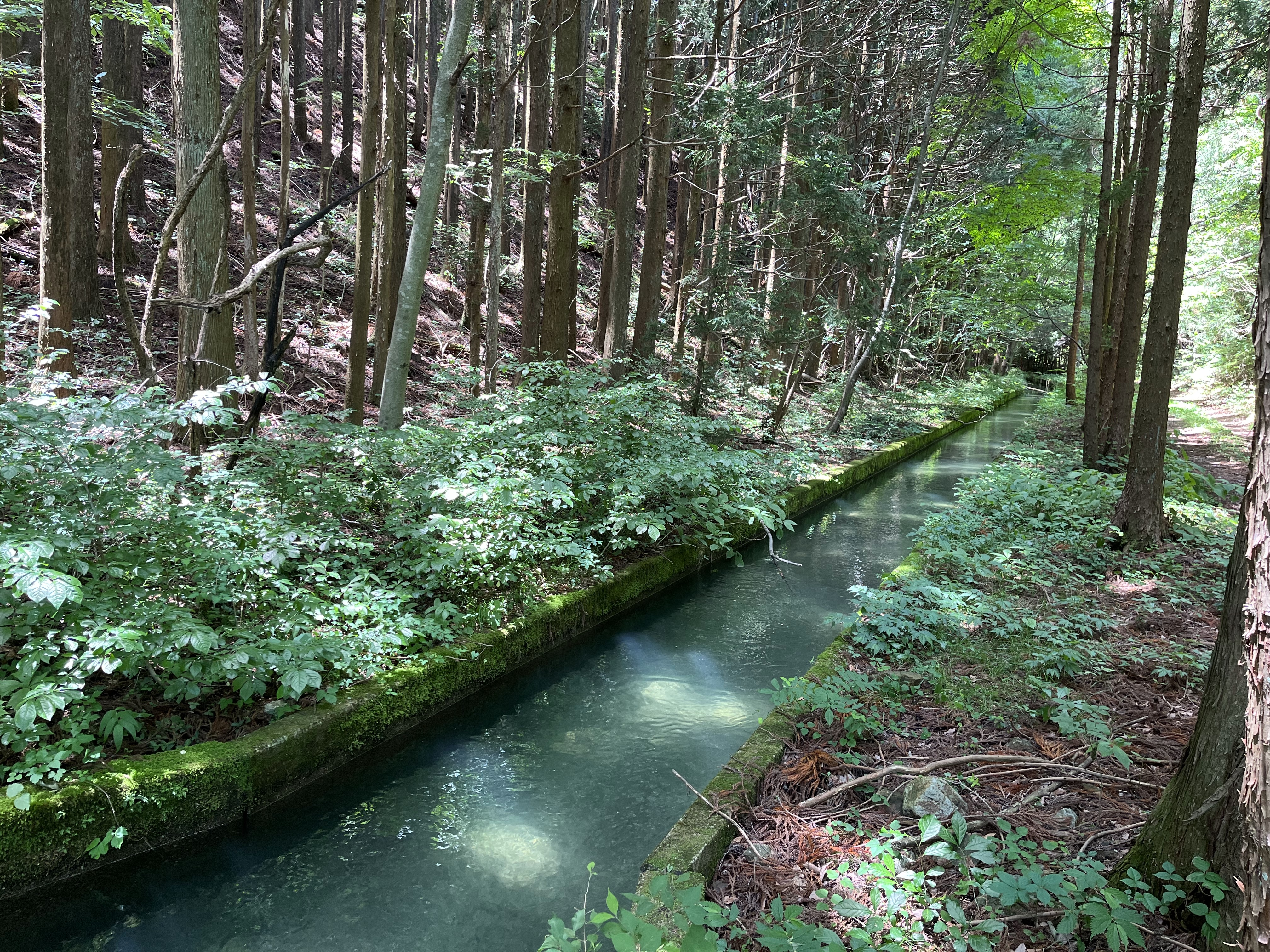
蟇沼用水

蟇沼用水は、蟇沼地内の蛇尾川にある取入口から旧西那須野町（那須塩原市）を経て大田原市街地までの約19kmを流れる用水。
慶長年間（1596年～1615年）に開削されたとされていて、当初は蟇沼・折戸・上横林・横林・接骨木村の5ヵ村で利用していて接骨木堀と呼ばれていた。開削された時期が事実であれば、那須野ヶ原の大規模用水のなかで最古となる。当時の取入口は大蛇尾川と小蛇尾川の合流点から約90m下流の「立岩」という地に位置し、ここに「大工穴」と呼ばれるトンネルを掘り水を流したとされている。その後、石林村（旧西那須野町）まで延長されてから、蟇沼堀と呼ばれるようになった。
1771年（明和8年）、大田原城下まで延長さると、これ以降は大田原藩の統制下に置かれるようになる。それに伴い、用水沿いの村々では飲用水の使用以外を固く禁じられた。ちなみに、以前より延長されていた石林村から大田原城下まで2kmあるものの、水路開削は400m程だった。これは既にあった用水乃至自然の小川が注いだためと考えられている。また取入口のあった蟇沼村には、取入口の管理に当たる「詰堰守」が命じられ、年貢の一部が免除された。尚、大田原城下まで延長されたこの頃から、大田原堀（大田原用水）と呼ばれるようになった。安永年間（1772年～1781年）、大洪水により水路が破壊され取入口を変更。しかしその場所は不明。天明年間（1781年～1789年）に大田原藩により取入口の場所が「赤石」に変更されたが、1895～1897年（明治28年～30年）の洪水により破壊されたため、残存していない。この取入口は河原に堰を設置し、蛇尾川の水を素掘りの堀にひいたとされる。郡司輝一家所蔵の地図や実地調査で赤石の取入口の場所が取り調べられ、現在の蟇沼用水取入口から300m下流右岸の位置と推察された。この場所には赤茶けた岩があり、その延長方向には幅数mの堀らしいものが残っていた。尚、平成7年度護岸工事で消失している。文久年間（1861年～1864年）には、大田原藩が堀を折戸で分水し、上横林村・横林村・接骨木村・上井口村・下井口村に通じる分水路を開削し、水田開発を計画。しかし、水路が完成しても水量不足により目的達成に至らず、当計画は3ヵ年で廃止となったと云う。

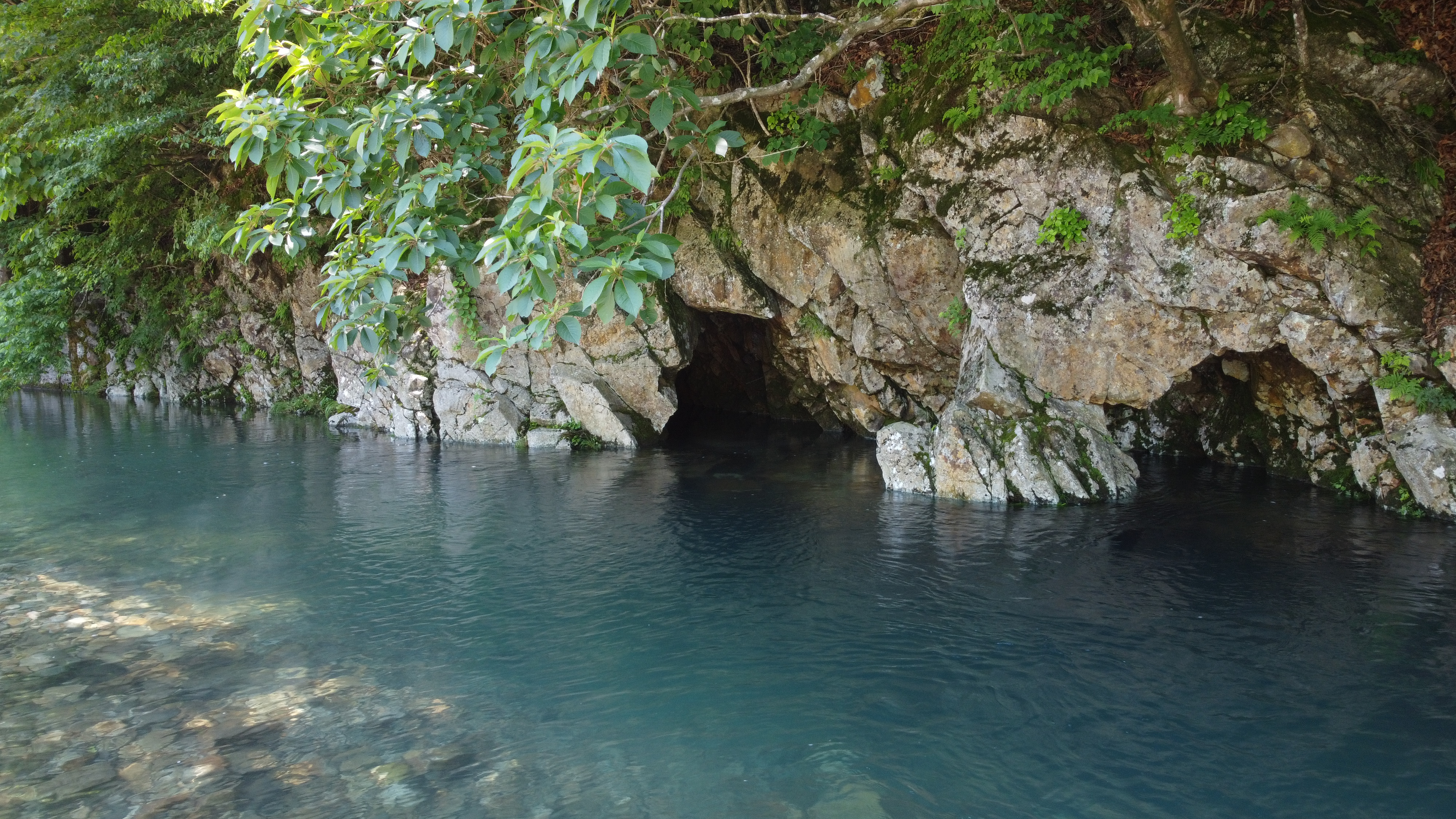
以前の蟇沼用水取入口

近代に入り、1873年（明治6年）と1880年（明治13年）に洪水により堰が破壊されると、1881年（明治14年）に「万年堰」と名付けられた堅固な堰が設置された。これは幅約55m、高さ約75cmの板製のもの。万年堰という名はどんな洪水にも耐えて長持ちするという自信や期待を込めて名付けられたとされている。しかし、十数年後の1895年～1897年（明治28～30年）の洪水によりあえなく破壊された。また、同時に取入口周辺の水路も欠損。これにより通水不能となり、水田灌漑だけでなく、折戸村や上横林村のような蟇沼用水に飲用水の全てを頼っていた集落は困難を極めることとなった。これに対し、郡司重郎治と云う人が利用していた水車使用堀を借り受け、これを蟇沼用水に注ぐこととなった。 このような状況にあったため、蟇沼用水関係者が協議し、取入口を大蛇尾川・小蛇尾川の合流地点のすぐ下流部に移し、新たなトンネルと約1kmの水路を掘り既存の水路と繋げることとなった。この新しい水路の測量は、以前那須疏水開削に携わった縁で、山形県米沢の内務省土木局職員渋谷吉蔵が担当した。吉蔵が設計した新しい水路は、トンネルを掘り水を取り入れ、約300m下流の河岸段丘上でトンネルから出るというだったのだが、多くの蟇沼用水関係者が水が流れるのか懐疑的だった。そこで関係者数名が予定線上で提灯を持って並び、これを対岸から観察し勾配の有無を確認。結果、一定の勾配があることが確認され一同は納得したと云う。1889年（明治31年）3月、この取入口と路線を変更する工事計画を栃木県知事に願い出たながらも、認可を待つことなく工事を着手した。しかし、蛇尾川の水を利用していた下流域の人々（安藤忠助など17名）から、この工事に対し異議申し立てがあった。蟇沼用水側で取水量を従来より増加させる計画があるとされ、これにより下流域の人々が影響を受けて水量が減少するのではないかとの疑念からだった。これに対し蟇沼用水関係者等は、県に認可を訴えながらも、工事は続行。県は再三に渡り工事の中止を指示したものの、組合は強行を決議したが、7月21日に中止することとなった。だが9月7日の洪水により借り受けていた水車堀が破壊され、工事再開の必要性が高まった結果、下流域との争いを避けるため、取水量は従来通りと取り決められ改て県に願い出た。1900年（明治33年）3月、ようやく認可が下りて工事が再開。同年12月末に完成した。工事は延長1282間（約2330m）で経費が11003円81銭4厘。ところで、この工事にあたり石林（西那須野町）に800円の支出が割り当てられたのだが、石林地区ではこの資金捻出に苦労した。ここで救いの手を差し伸べたのが、石林に別荘を構えていた乃木希典（乃木将軍）で、割り当てられた額の半分の400円を負担した。そして残りの400円を、共有林や共有畑を売却（220円）と石林地区の27戸で出金（180円）でどうにか捻出することができた。尚、乃木希典は石林の各家に国旗も贈っていた。1901年（明治34年）3月、関係者が当工事の苦労を永遠に伝えるべく、蟇沼集落の神社境内に記念碑「疏水碑」を建立。篆額を外務大臣の青木周蔵、撰文並びに書を栃木県知事溝部惟幾が書き下ろした。また、裏面には大字ごとの灌漑面積が記されている。他に当工事に合わせ、蟇沼の南方に位置する遅野沢と菅（大字関谷）、西那須野村の有志が分水を申し入れている。その後西那須野村は手を引き、1902年（明治35年）3月に遅野沢と菅に分水が開通した。1904年（明治37年）頃、松方正義の千本松農場が蟇沼用水の分水を申し入れた。前述した菅まで開通した用水を千本松まで延長したいという考えで、1906年（明治39年）にこの分水は完成した。菅から千本松までの分水は約5～6kmに及び、この用水は山林の防火用などに利用したと云う。尚、1912年（大正元年）に遅野沢・菅・千本松への分水に関する記念碑が遅野沢に建立された。1918年（大正7年）、遅野沢方面への分水路から本線に水を落としその落差を利用した、発電所が蟇沼地内に建設される。この電力は後述する塩原電車に利用された。

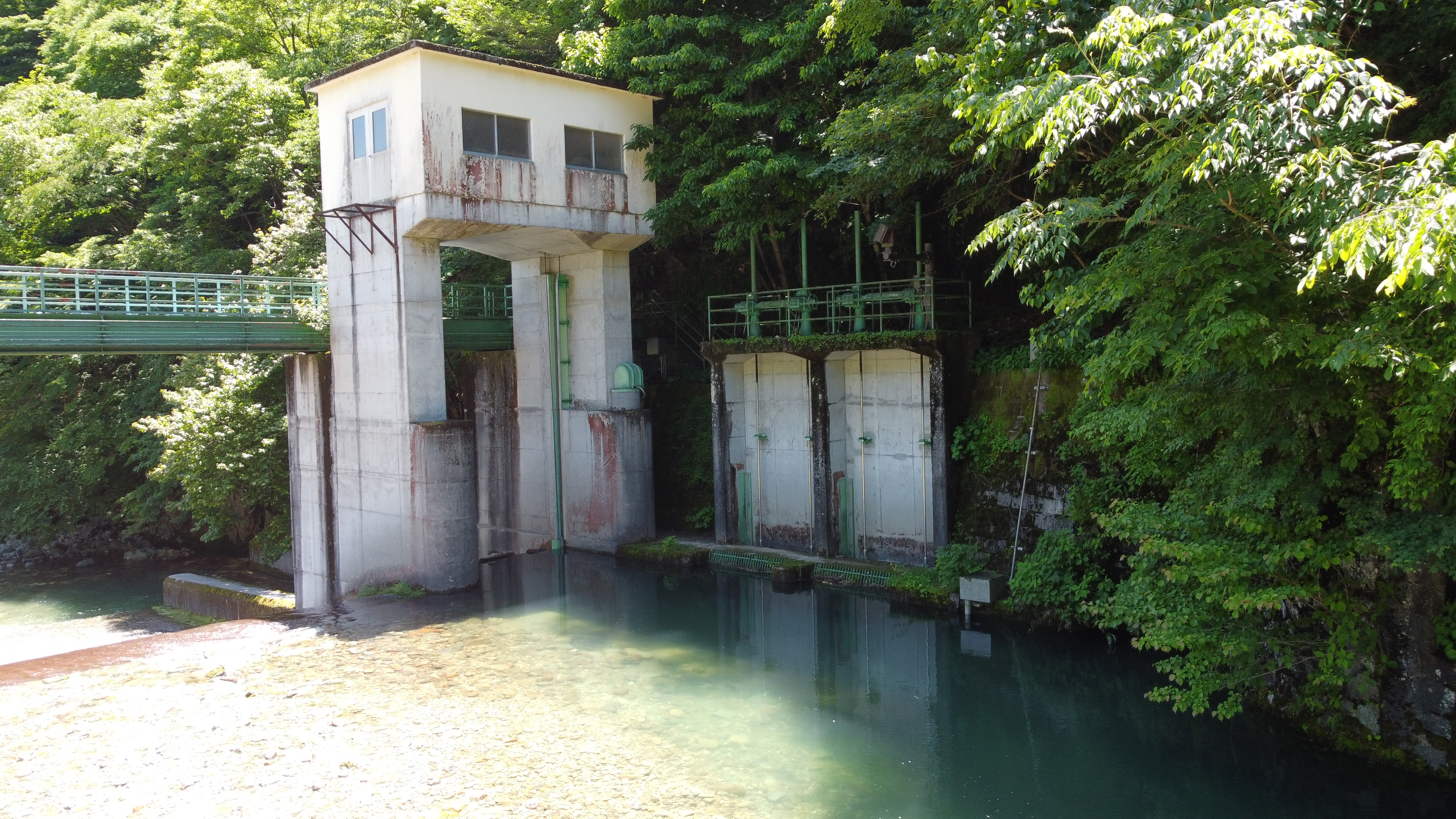
現在の蟇沼用水取入口

大正以降も蟇沼用水の取入口は幾度とない洪水の被害に遭う。1918年（大正7年）に取入口の位置を約10m下流に移動し、手動式捲上機付き水門となり、翌年にはコンクリート製になった。しかし、1938年（昭和13年）の大洪水により取入口堰と折戸地内の水路が破壊され、同年中に改修。これで収まらず、1951年（昭和26年）にも取入口が破壊され改修が行われた。また、1964年～1965年（昭和39年～40年）にかけて、下流域で地下水の電気揚水が普及したことが影響し、下流域から上流域へ水利権を譲渡する動きがあった。1967年（昭和42年）、那須野ヶ原総合開発開始に伴い、蟇沼用水も全面的に改修が行われ、蟇沼-折戸間一部の路線変更、蟇沼-石林間の本線などの水路がコンクリートに改修された。また1979年（昭和54年）には取入口が数m下流に移転され、近代的施設が設けられた。

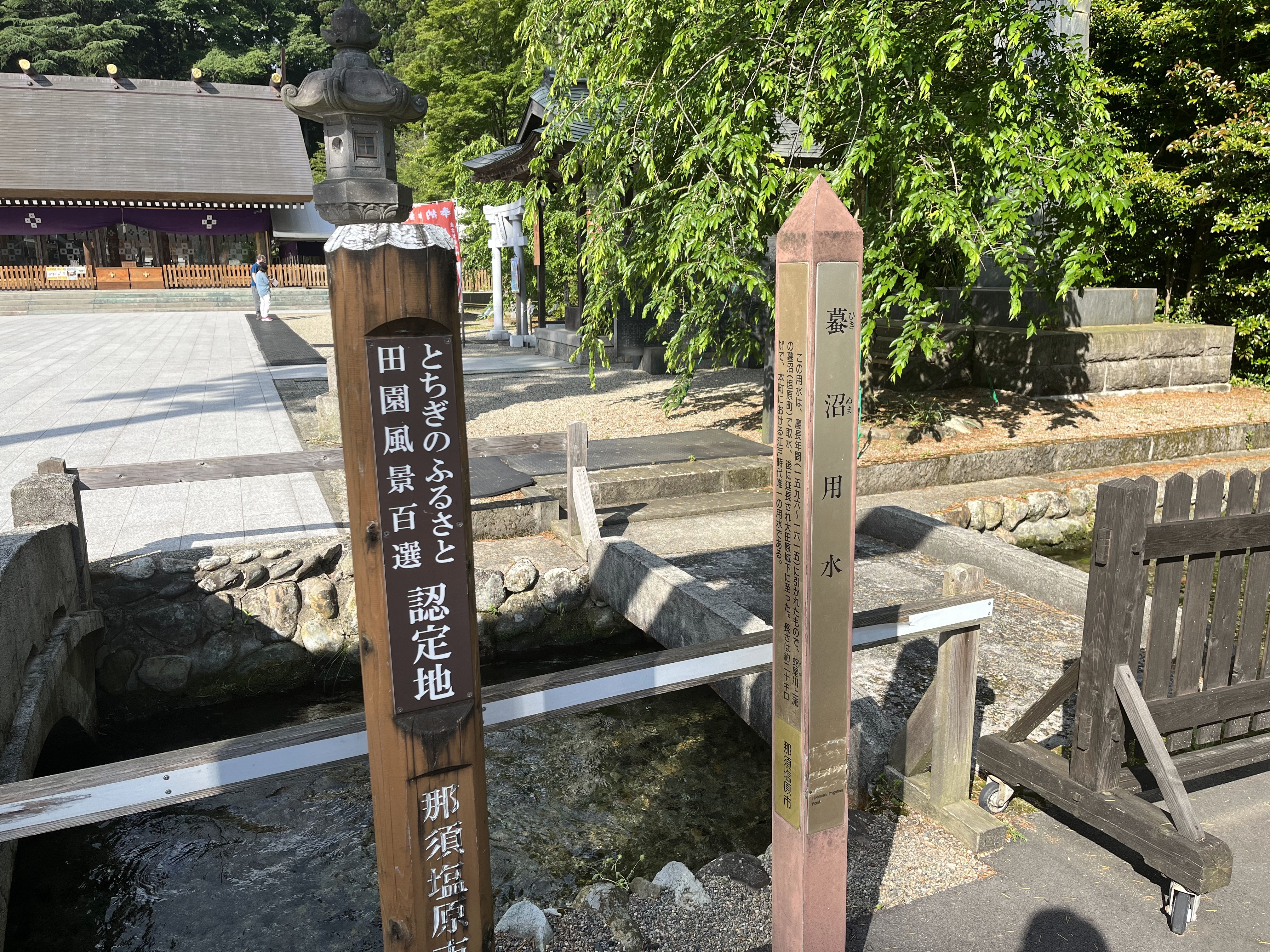

石林にある乃木神社の静沼は蟇沼用水を引いたもの。

### 蟇沼用水と塩原電車
汽車で運行されたのちに電車となった鉄道会社「塩原電車」の電力源案に上がることが何度かあった。1909年（明治42年）5月、塩原水力電気株式会社が鉄道敷設を申請し、翌年9月に許可された。当初、蟇沼用水を利用した水力発電で電車を走らせる計画だったものの、電力の供給が間に合わないことから蒸気機関車に変更し、社名も塩原軌道株式会社に変わった。しかし汽車を運行していた塩原軌道が、塩那須電気会社と合併。これにより汽車から電車に変更することとなり、再び蟇沼用水を電力にする案が浮上。無事蟇沼用水に発電所を建設することで計画は進められた。また動力の変更と路線延長に伴い、1921年（大正10年）9月、塩原電車株式会社に社名が改称された。

## 名所・寺社

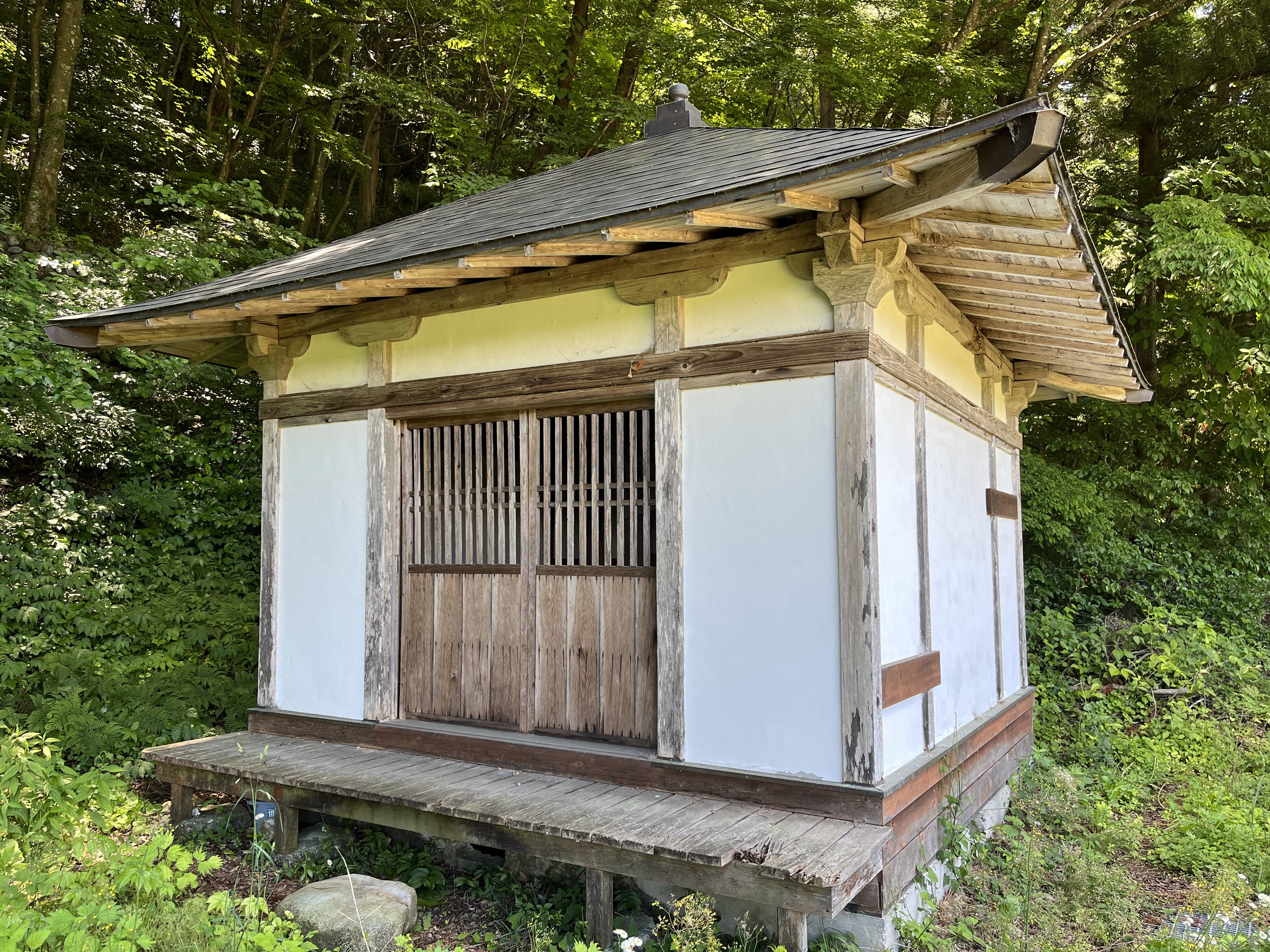
薬師堂

### 温泉神社

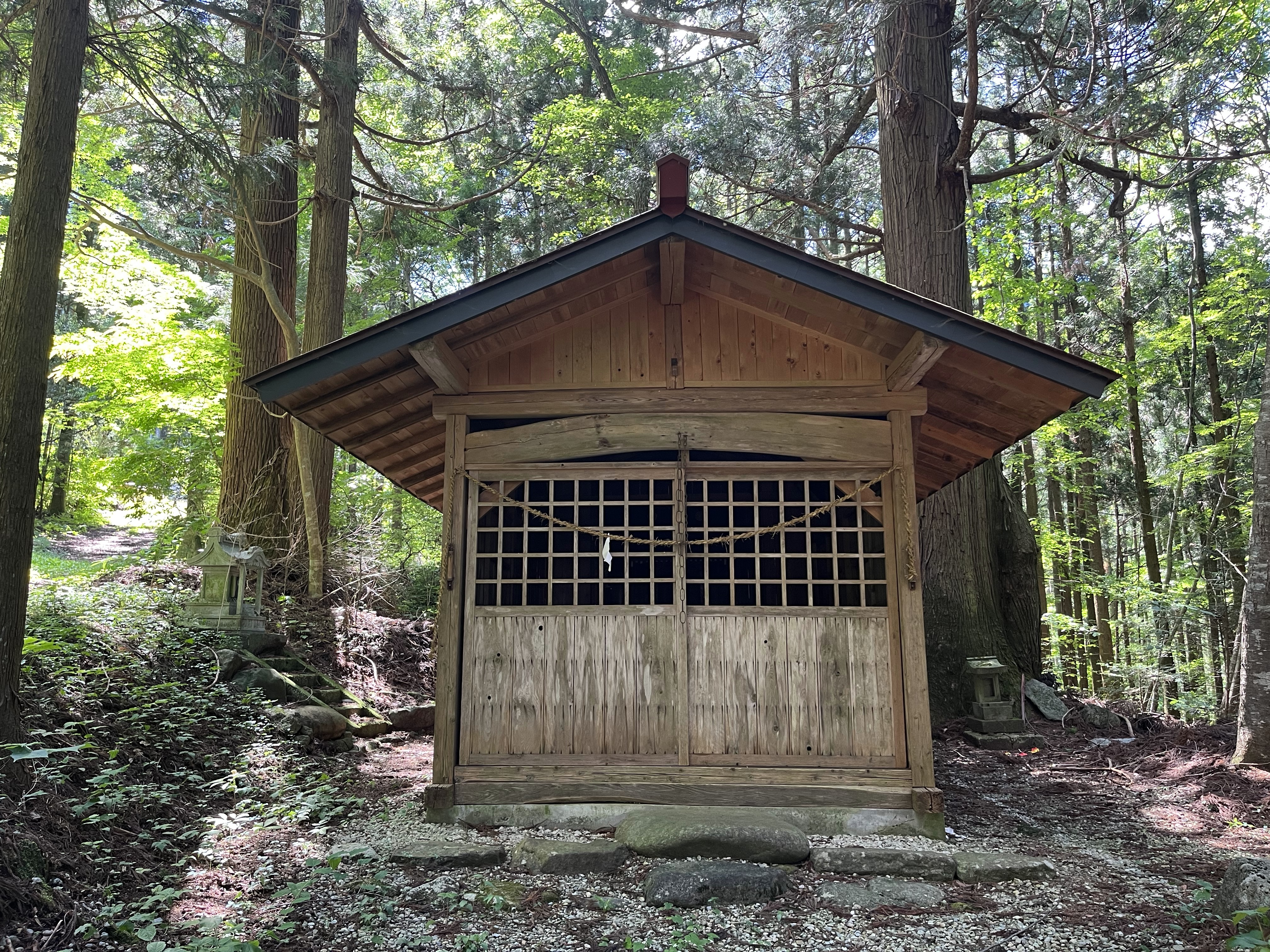
温泉神社

温泉神社は蟇沼字塒澤に位置する神社。創立年月は不詳。祭日は9月9日。 社域が140坪ほどある。宝暦年間（1751年～1763年）、水害により蛇尾川沿いにから現在地に移転した。那須地方には同様に109の温泉神社が分布しており、これらのおおもとは那須町湯本鎮座の温泉神社。蟇沼を含む多くの地域で温泉神社が祀られるようになったのは、屋島の戦いで扇の的を得る際に、「南無八幡大菩薩、別して我が国の神明日光権現宇都宮、”那須のゆぜん大明神”」と祈願し射落としたことからとされている。

## 交通
南東の境に矢板那須線が通っている。